# Putalibazar
Putalibazar (nep. पुतलीबजार)  – miasto w środkowym Nepalu; w prowincji numer 2. Według danych szacunkowych na rok 2011 liczyło 31 338 mieszkańców .